# International rules football
International rules football (irl.: Peil na rialacha idirnáisiunta, znany również jako inter rules w Australii i compromise rules w Irlandii) – sport zespołowy składający się z hybrydy futbolu australijskiego i futbolu gaelickiego, opracowany w celu ułatwienia międzynarodowych meczów reprezentacji Australii i Irlandii. Mecze zwane International Rules Series, rozgrywane są od 1984 roku.

## Zasady

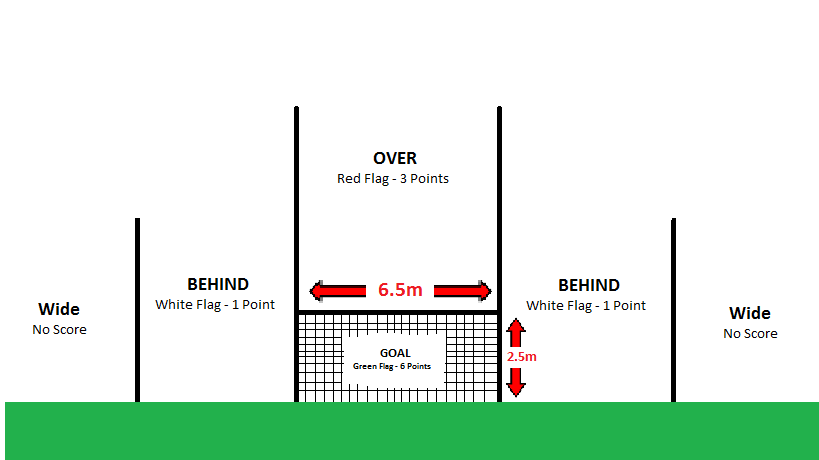
Sposoby zdobywania punktów.

Zgodnie z kompromisowym charakterem zasad, mecze rozgrywane sa na prostokątnym boisku i okrągłą piłką jak w futbolu gaelickim, atakowanie górną częścią ciała i coś w rodzaju "rzutu wolnego" (Mark) zostało zaczerpnięte z futbolu australijskiego. Drużyna składa się z 15 zawodników (w tym bramkarz), a mecz trwa 72 minuty. Istnieją trzy sposoby zdobywania punktów: strzał w bramkę przynosi sześć punktów (Goal). Jeśli gracz kopie piłkę między poprzeczkami nad bramką, jego drużyna otrzymuje trzy punkty (Over). Strzał, który ląduje obok bramki, ale wewnątrz zewnętrznych słupków, daje jeden punkt (Behind).